# Avenue des Acacias (Lyon)
Pour les articles homonymes, voir Avenue des Acacias.
L'avenue des Acacias est une voie du quartier de Montchat dans le 3e arrondissement de Lyon, en France. 

## Situation
La rue d'orientation ouest-est, est en impasse côté ouest et a pour tenant oriental la rue Saint-Isidore. Elle se prolonge à l'est par la rue du Général-Brulard. Elle croise dans son tracé le prolongement en allée verte de la rue de l'Amiral-Courbet qui mène au parc Bazin.

## Accessibilité
L'avenue est desservie par desservie à 300 mètres par le réseau transports en commun de Lyon et notamment l'arrêt Reconnaissance-Balzac de la ligne T3 du tramway de Lyon et de la ligne de bus  .

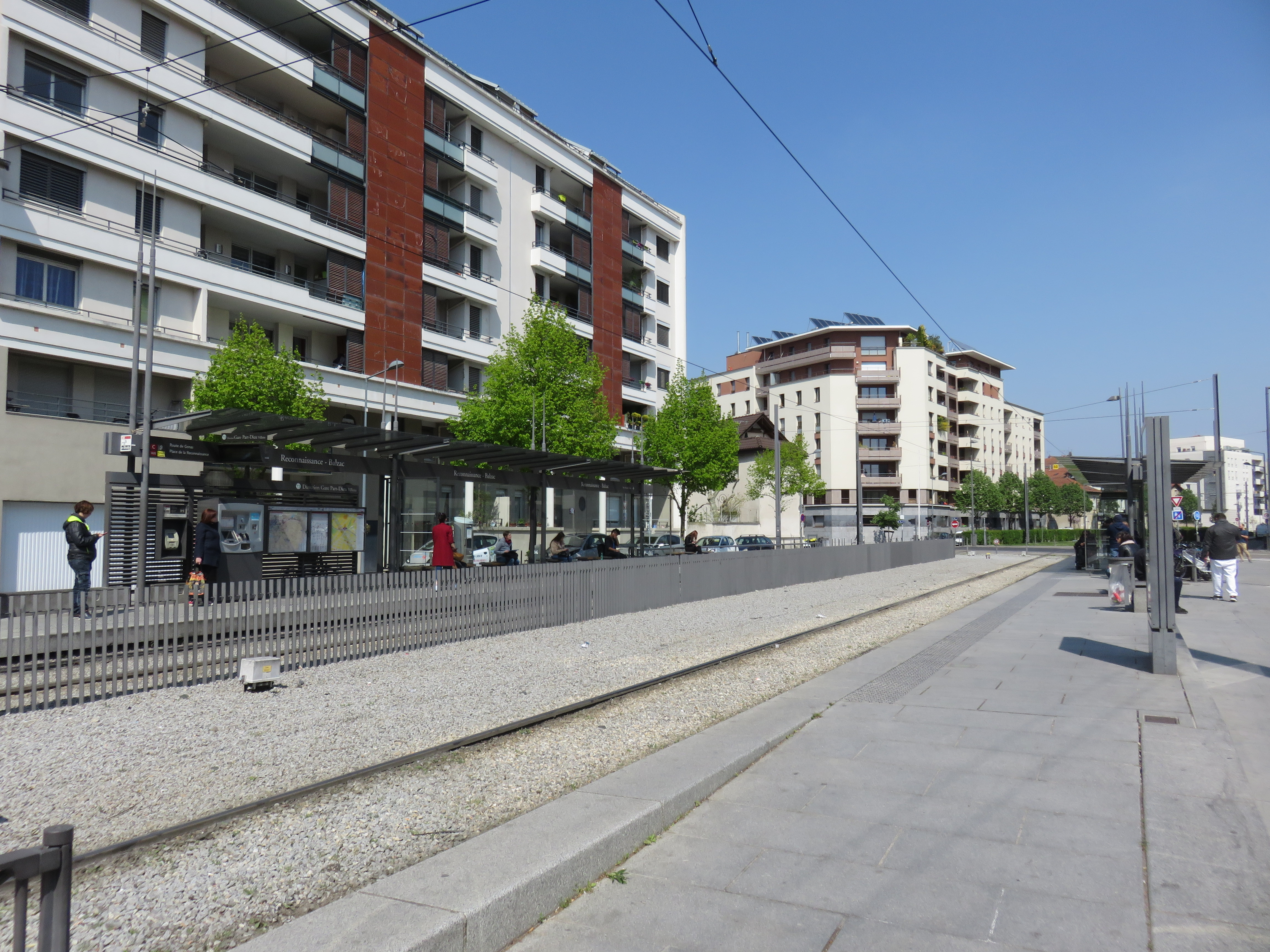
La station Reconnaissance-Balzac de la ligne T3 du tramway de Lyon

## Odonymie
Le nom d'« acacias » provient de ce que la rue est bordée par ces arbres, ou plutôt « était ». En effet, Guetty Long et Gérard Chauvy, consacrant un ouvrage à Montchat en 2003, précisent qu'un certain nombre de rues du quartier de Montchat évoquent des « ornements naturels qui devaient jadis abonder » et citent la rue des Mûriers, la rue des Peupliers, la rue de Cerisiers et la rue des Aubépins anciennement « rue des Aubépines » mais n'évoquent pas le nom d'« acacia ».
Pour autant, il faut préciser que le terme vernaculaire d'« acacia » en français, désigne en fait le « robinier faux-acacia » (Robinia pseudoacacia), et n'est pas rangé, du point de vue botanique et phylogénique, dans le genre Acacia dont les deux tiers des espèces sont originaires d'Australie et n'ont rien de commun avec le Robinier, si ce n'est faire partie de la même famille botanique des Fabaceae. Le « robinier faux-acacia », auquel fait référence la rue, provient de générations d'arbres issues initialement de graines semées en 1601 par le botaniste du roi Jean Robin (1550-1629) auquel le savant Carl von Linné rend hommage au siècle suivant en créant le genre Robinia en 1753. Ces graines, provenant des Appalaches américaines sont envoyées par le botaniste américain John Tradescant l'Ancien (1570-1638) à son confrère français qui les sème dans son jardin, dont l'emplacement actuel est sur la place Dauphine à l'extrémité occidentale de l'île de la Cité à Paris. Son fils, Vespasien Robin, récupère des rejetons de ce premier spécimen la même année et en plante un dans l'actuel square Viviani proche de l'église Saint-Julien-le-Pauvre en bordure de Seine de l'autre côté et face à la cathédrale Notre-Dame de Paris, ce qui en fait le plus vieil arbre de la capitale, connu sous le nom de robinier du square René-Viviani. Tous les acacias des villes françaises et européennes proviennent de ces premiers plants.

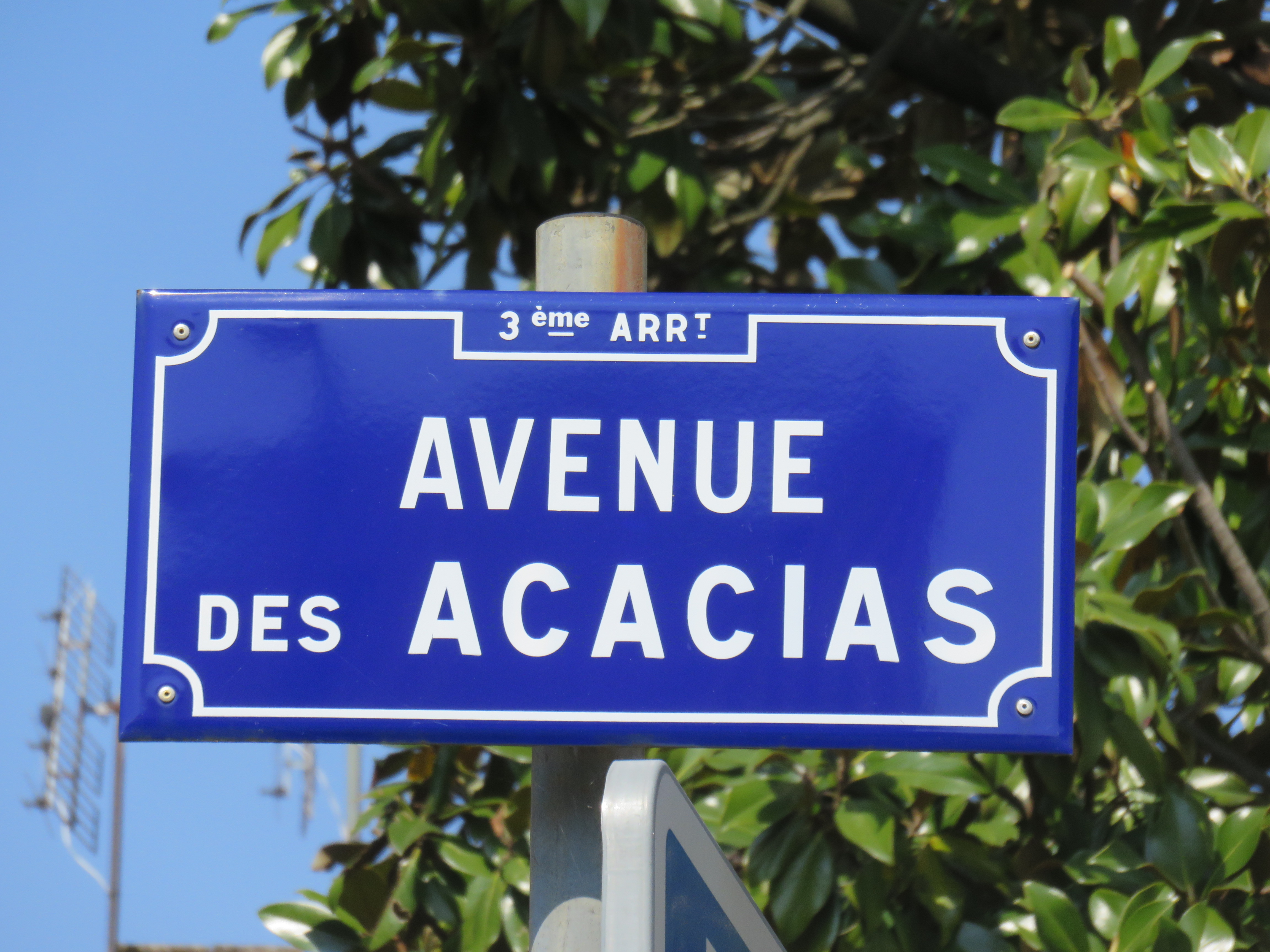
Une plaque de rue en avril 2019.
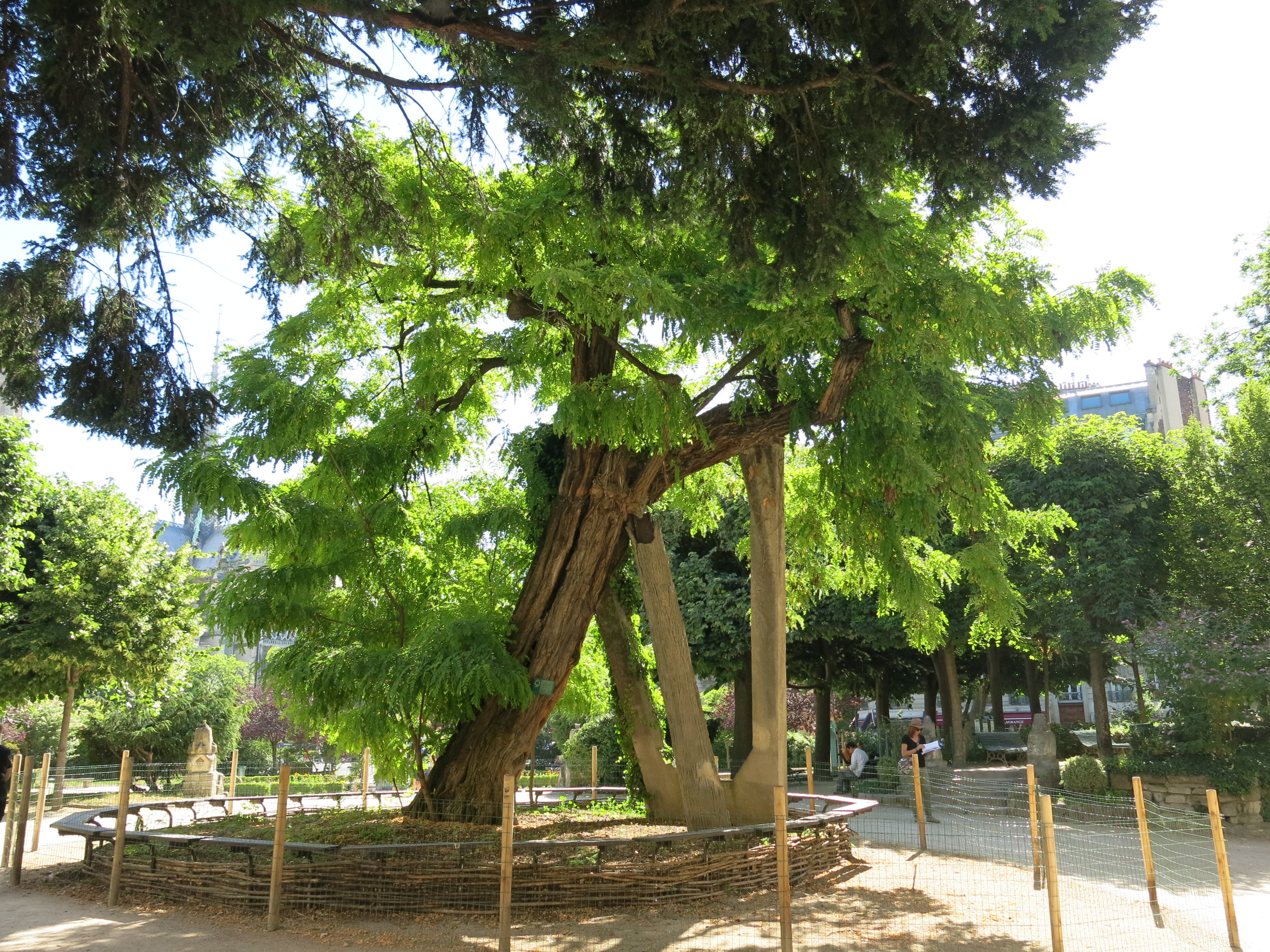
Le robinier du square René-Viviani à Paris en 2016.

## Histoire
L'historien Jean Pelletier date la mise en place de la trame viaire du quartier de Montchat de la fin du XIXe siècle dont l'avenue des Acacias constitue l'un des axes, qui, fait rare pour cet auteur, est en impasse sur la rue Saint-Isidore. Maurice Vanario indique pour sa part que le nom est attesté depuis 1939. Louis Maynard, qui fait pourtant autorité parmi les auteurs de dictionnaires d'odonymes lyonnais n'évoque ni l'avenue des Acacias, ni son tenant oriental, la rue Saint-Isidore, ni la rue de l'Amiral-Courbet qu'elle croise. Il n'évoque que son prolongement à l'est par la rue du Général-Brulard et à défaut de tous les anciens noms de ces diverses voies. Cet auteur établit des notices étant explicitement en rapport avec l'histoire de Lyon, ce qui exclut un odonyme aussi peu lié à celle-ci que le nom d'« acacias », un simple nom vernaculaire d'arbres. Il évoque le fait que le nom de Général-Brulard, est accordé à ce prolongement oriental de la rue des Acacias en 1913, en remplacement de la rue Louise, et que ce nom a été « attribué d'office par les propriétaires riverains ». Maurice Vanario précise que cette « rue du Général-Brulard », dont le nom est attesté en 1898, est percée entre 1895 et 1896, cette datation basse pouvant possiblement être étendue a minima à l'avenue des Acacias qu'elle prolonge. Jean Pelletier, en contradiction avec ce dernier indique que cette « courte partie de la rue des Acacias » a été baptisée de « rue du Général-Brulard » en 1935 seulement. L'auteur Adolphe Vachet n'établit aucune notice sur l'avenue des Acacias dans son ouvrage À travers les rues de Lyon publié en 1902.

## Description
La rue est bordée de simples villas de petite taille. À la hauteur approximative de son milieu, au nord, se trouve une des entrées du parc Bazin, également appelé « parc des Acacias » en raison de la présence de l'une de ses entrées sur l'avenue éponyme.

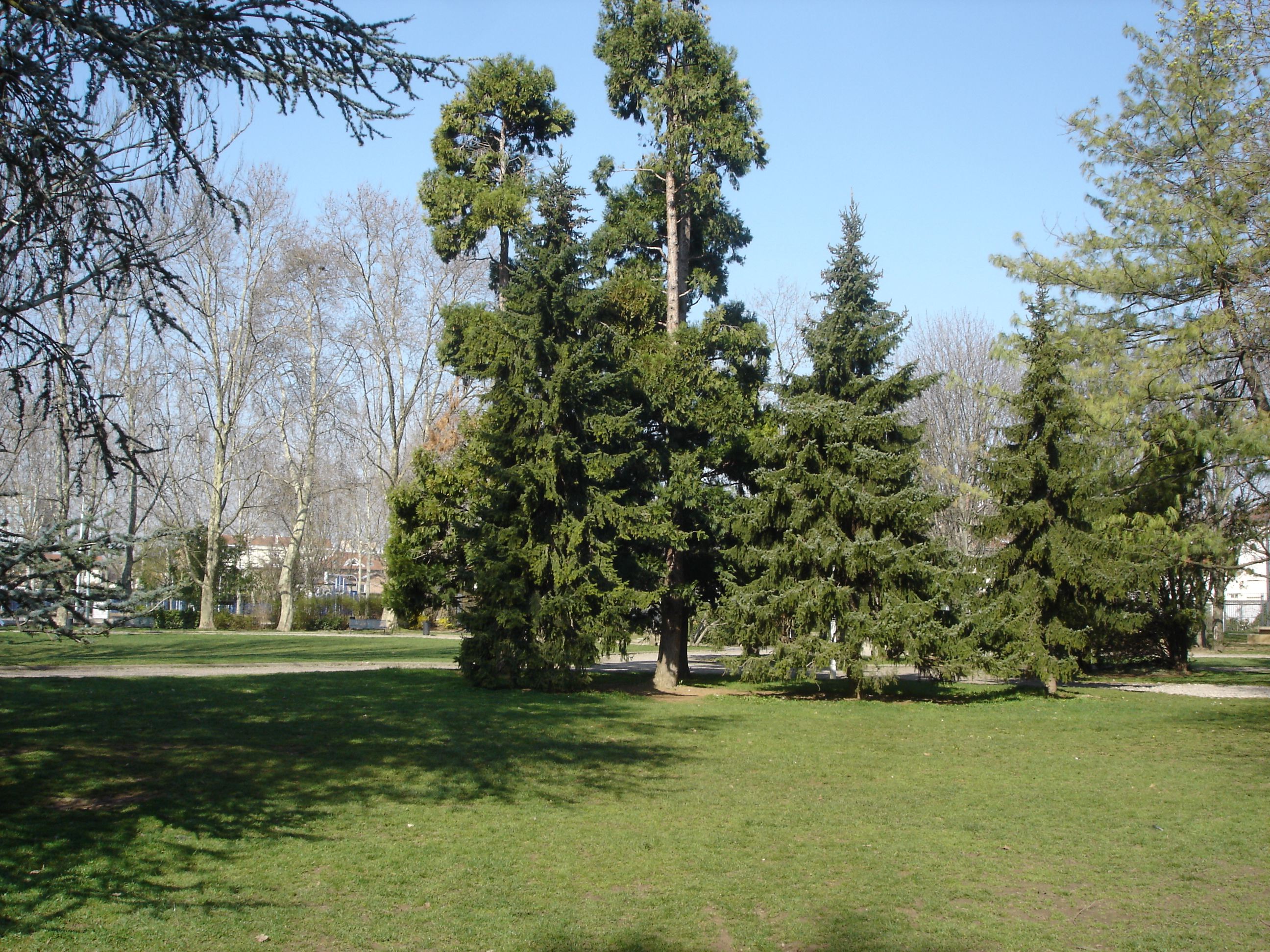
Le parc Bazin, dit également « parc des Acacias ».
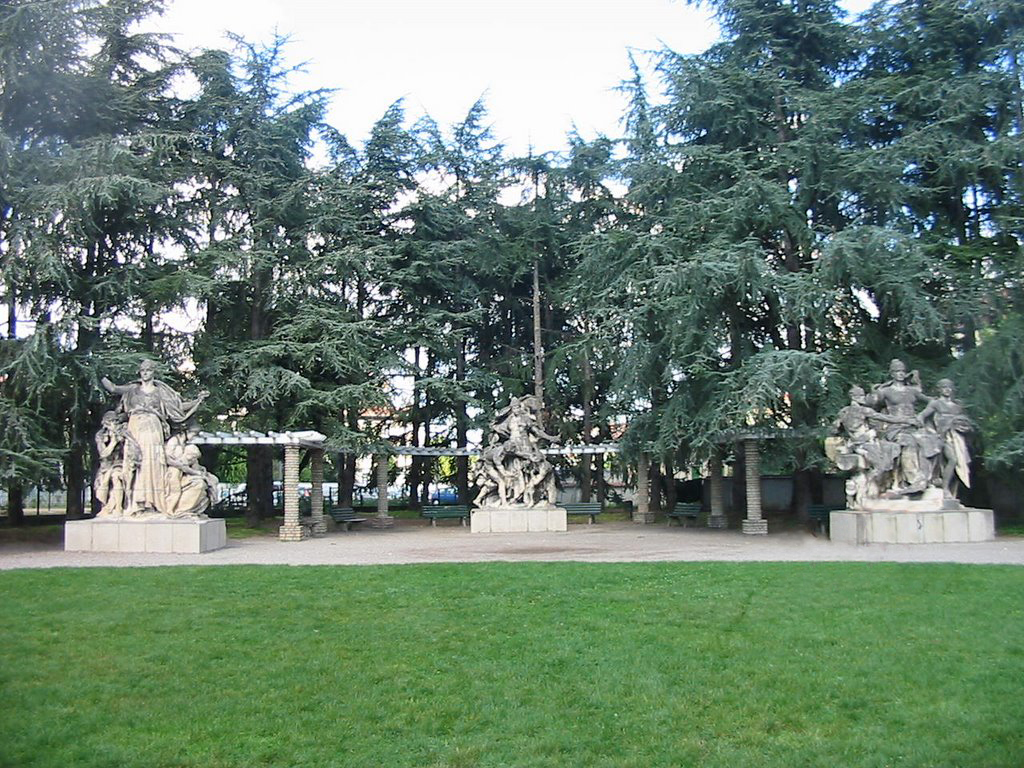
Un groupe de statues au parc Bazin.